# Ostrowy (powiat szczycieński)
Ostrowy (niem. Alt Werder) – wieś w Polsce położona w województwie warmińsko-mazurskim, w powiecie szczycieńskim, w gminie Wielbark.
W latach 1975–1998 miejscowość położona była w województwie olsztyńskim.
Zobacz też: Ostrowy, Ostrowy Baranowskie, Ostrowy Tuszowskie, Ostrowy nad Okszą